# Lea Deutsch
Lea Dragica Deutsch, kurz Lea Deutsch [lêa dâjtʃ] (18. März 1927 in Zagreb – Mai 1943 auf dem Transport nach Auschwitz) war eine jugoslawische Kinderschauspielerin, die vom NS-Regime 16-jährig ermordet wurde. Sie wurde als „kroatische Shirley Temple“ bezeichnet.

## Leben und Werk
Lea Deutsch entstammte einer bürgerlichen jüdischen Familie. Ihr Vater Stjepan Deutsch (1886–1959) war Rechtsanwalt. Ihre Mutter Ivka, geborene Singer, war eine gebildete Frau, die sich besonders für Schach interessierte. Lea Deutsch hatte einen Bruder, Saša. Der Familienname wurde auf Kroatisch Dajč geschrieben. Die Familie lebte in einem dreistöckigen Haus in der Gundulićeva in Zagreb.
Bereits im Alter von fünf Jahren trat sie am Kroatischen Nationaltheater in Zagreb auf, in kleineren Rollen in Stücken von Molière und Shakespeare, gefördert von ihrem Tanzlehrer und Mentor Rod Riffler. Das Publikum war von der begabten Jungdarstellerin begeistert und sie wurde mit Shirley Temple verglichen. Die Pariser Musik- und Filmfirma Pathé nahm Kenntnis vom Erfolg der jungen Frau, kam nach Zagreb und drehte einen kurzen Dokumentarfilm.
Unmittelbar nach der Zerschlagung des Königreich Jugoslawien und der Etablierung Kroatiens (NDH) als Vasallenstaat der Achsenmächte im April 1941 wurden auch dort Rassengesetze eingeführt. Davon war auch Lea betroffen. Sie durfte nicht mehr auf der Bühne auftreten und wurde auch von der Schule verwiesen. Ihr Schulkollege Relja Bašić erinnerte sich:

„Sie saß regungslos auf einer Bank gegenüber dem Theater in ihrem kleinen Fischgrätmuster-Mantel mit dem gelben Davidstern am Revers, starrte stundenlang auf das Gebäude, wo sie einst als Star gefeiert wurde, welches sie jetzt nicht mehr betreten durfte.“

## Verhaftung, Deportation, Tod
In einem Versuch, seine Familie und sich zu retten, konvertierte ihr Vater im Juni 1941 zum Katholizismus. Anlässlich seines Besuches in Zagreb am 5. Mai 1943 drängte Heinrich Himmler den kroatischen Diktator Ante Pavelić zur Umsetzung der sogenannten Endlösung auch in Kroatien. In den Folgetagen begannen Kroaten und Deutsche mit der Verhaftung der Repräsentanten der Jüdischen Gemeinde und jener Juden, denen der Aufenthalt in der kroatischen Hauptstadt nach wie vor gestattet war. Knapp zwei Jahre lang lebte die Familie in der Angst, jederzeit abgeholt und deportiert werden zu können.
Eine Reihe von Angehörigen des Nationaltheaters wollten Lea Deutsch und ihrer Familie helfen. Die Schauspieler Hinko Nučić, Vika Podgorska und Tito Strozzi sowie der Intendant Dušan Manko, ein Angehöriger der Ustascha, intervenierten vergeblich. Auch andere Menschen wollten die Familie retten. Es wurde eine Flucht nach Karlovac organisiert, wo sie in die Obhut von Partisanen kommen sollte. Doch das Treffen fand nie statt und die Familie musste nach Zagreb zurückkehren. Auch die Versuche von jüdischen Freunden, die Ausreise in das britische Mandatsgebiet Palästina zu ermöglichen, scheiterten.
In der unteren Etage des Hauses der Familie wohnte ein Untermieter, ein junger Mann aus der Herzegowina, der gelegentlich in Ustascha-Uniform auftrat. Er bot Lea Deutsch eine Scheinheirat an, um sie vor der Deportation zu retten. Doch Leas Mutter wollte der Hochzeit nicht zustimmen, da ihre Tochter noch minderjährig war.
Im Mai 1943 wurden Lea Deutsch, ihre Mutter und ihr Bruder von den Deutschen verhaftet und nach Auschwitz deportiert. Während des sechstägigen Transports im Viehwaggon ohne Essen und ohne Wasser starben 25 der 75 Deportierten, darunter auch Lea Deutsch. Ihr Herz war in der Kindheit durch eine Diphtherie geschwächt worden. Ihre Mutter und ihr Bruder wurden in Auschwitz ermordet.
Ihr Vater überlebte den Holocaust. Er versteckte sich als Patient im Krankenhaus der Barmherzigen Schwestern, auf der Station des Augenarztes Vilko Panac. Die Diagnose lautete auf Trachom, eine infektiöse Augenerkrankung. Er starb 1959 und wurde in der jüdischen Abteilung des Mirogoj-Friedhofs bestattet, mit Leas Foto auf seinem Grabstein.

## Gedenken

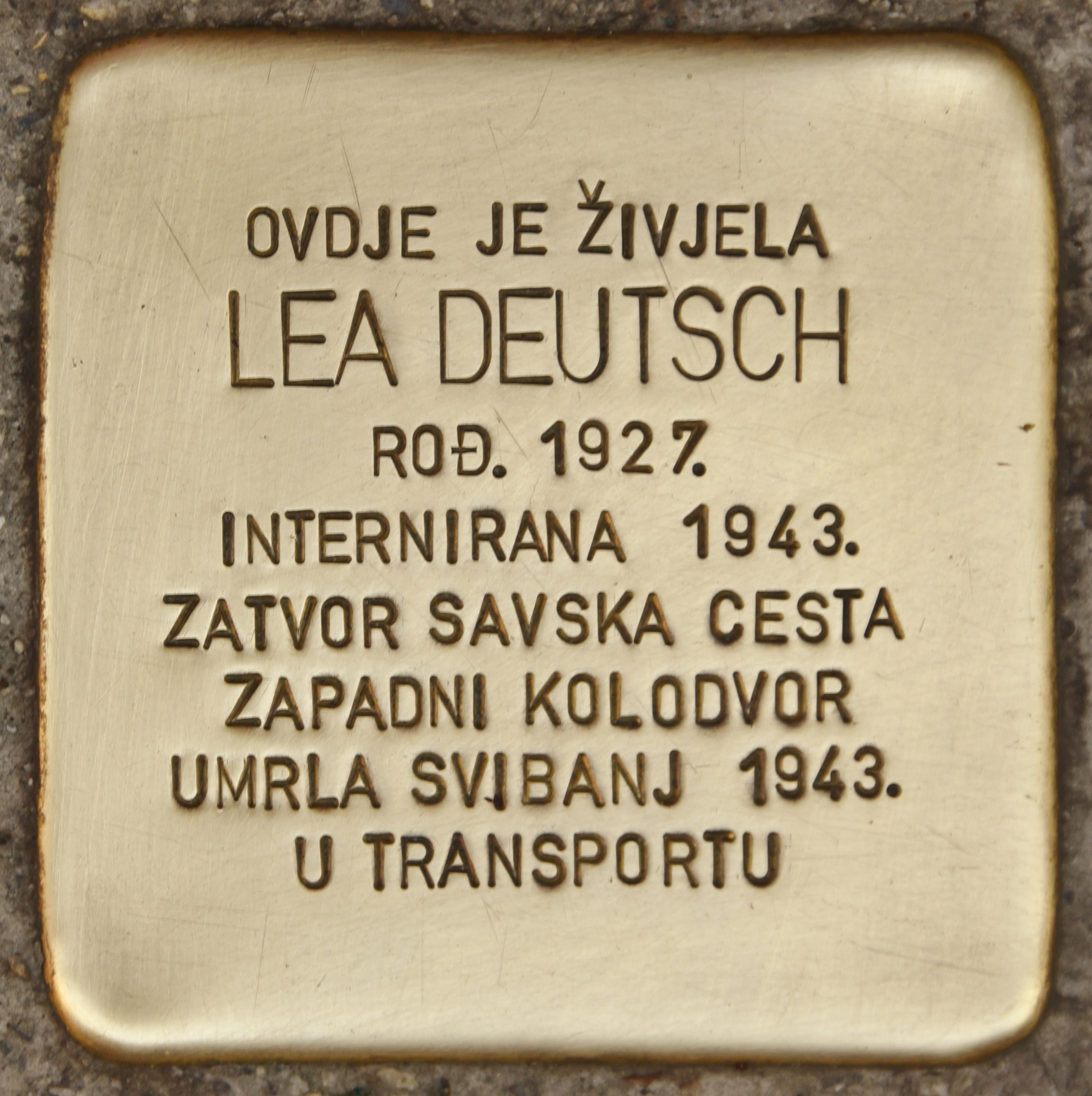
Der erste in Zagreb verlegte Stolperstein ist Lea Deutsch gewidmet

In Zagreb wurden 2003 eine jüdische Lauder-Volksschule und 2006 eine Straße nach ihr benannt.
2011 drehte der kroatische Regisseur Branko Ivanda einen biografischen Film über Lea Deutsch und Darija Gasteiger mit dem Titel Lea i Darija. Der Film zeigt gemeinsame Auftritte kurz vor dem Zweiten Weltkrieg, der Gründung des Unabhängigen Staates Kroatien und der Deportation von Lea und ihrer Familie nach Auschwitz. Die Rolle der Lea Deutsch wurde von der Zagreber Tänzerin Klara Naka übernommen.
2020 wurde in Zagreb der erste Stolperstein verlegt, er erinnert an Lea Deutsch.
Seit November 2023 erinnert die Wanderausstellung „Zwischen Ruhm und Vergessenheit. Lea Deutsch: Wunderkind und Holocaust-Opfer“ an die Schauspielerin. Sie wurde zuerst im Gemeindehaus der Jüdischen Gemeinde zu Berlin gezeigt.